# Јусиф Бу Ариш
Јусиф Бу Ариш (арап. يوسف بو عريش, романизовано Yousif Bu Arish; 25. новембар 2000) саудијски је пливач чија специјалност су спринтерске трке делфин стилом.

## Спортска каријера
Први званичан наступ на великим такмичењима Бу Ариш је имао на Азијским играма 2018. у Џакарти где је, као једини саудијски пливач, наступио у три дисциплине. У децембру исте године по први пут је наступио на светском првенству у малим базенима.
Деби на сениорским светским првенствима у великим базенима имао је на у корејском Квангџуу 2019. где је наступио у квалификацијама обе спринтерске трке делфин стилом — на 50 метара је био 64, а на дупло дужој деоници укупно 58. пливач.